# Rhysipolis
Rhysipolis is een geslacht van insecten uit de orde vliesvleugeligen (Hymenoptera) en de familie schildwespen (Braconidae).

## Soorten
Deze lijst van 25 stuks is mogelijk niet compleet.
- R. annulator van Achterberg & Penteado-Dias, 2002
- R. anomalus Spencer, 1999
- R. bicarinator Belokobylskij, 1986
- R. chiapas Spencer, 1999
- R. decorator (Haliday, 1836)
- R. enukidzei Tobias, 1976
- R. flavicoxa (Tobias, 1964)
- R. hariolator (Haliday, 1836)
- R. longulus Papp, 1996
- R. maritimus Spencer, 1999
- R. meditator (Haliday, 1836)
- R. mongolicus Belokobylskij, 1985
- R. muesebecki Spencer, 1999
- R. oculator Belokobylskij, 1986
- R. pallipes (Provancher, 1888)

- R. parnarae Belokobylskij & Vu, 1988
- R. platygaster Spencer, 1999
- R. setmus Papp, 1987
- R. sonorus Spencer, 1999
- R. stenodes Spencer, 1999
- R. taiwanicus Belokobylskij, 1988
- R. temporalis Belokobylskij, 1986
- R. townesi Belokobylskij, 1988
- R. variabilis (Szepligeti, 1896)
- R. varicoxa (Thomson, 1892)